# Crisólita
Crisólita is een gemeente in de Braziliaanse deelstaat Minas Gerais. De gemeente telt 5.941 inwoners (schatting 2009).

## Aangrenzende gemeenten
De gemeente grenst aan Águas Formosas, Carlos Chagas, Machacalis, Novo Oriente de Minas, Pavão en Umburatiba.